# Roman Koudelka
Roman Koudelka [ˈkoʊ̯dɛlka] (* 9. Juli 1989 in Turnov, Tschechoslowakei) ist ein tschechischer Skispringer. Er startet für den Verein LSK Lomnice nad Popelkou und wurde bei den Junioren-Weltmeisterschaften 2007 in Tarvisio Weltmeister im Einzel.

## Werdegang
2004 nahm er erstmals an Springen im Continental Cup teil. Bei den Junioren-Weltmeisterschaften 2005 in Rovaniemi wurde er 43. im Einzel und Fünfter mit der Mannschaft. Im Folgejahr reichte es in Kranj zwar zu Platz 14 im Einzel, dafür wurde die Mannschaft nur 15. 2006 folgten zunächst erste Einsätze im Sommer-Grand-Prix und im November 2006 absolvierte er in Kuusamo sein erstes Springen im Weltcup. Im Februar 2007 erreichte er in Klingenthal als Achter sein erstes Top-10-Ergebnis im Weltcup.
Roman Koudelka nahm an den Nordischen Skiweltmeisterschaften 2007 in Sapporo teil. Er wurde auf der Normalschanze und auf der Großschanze jeweils 25. und Neunter im Teamspringen. Bei den Juniorenweltmeisterschaften in Tarvisio gewann er die Goldmedaille auf der Normalschanze und wurde mit der Mannschaft Siebter. Am 4. Juli 2007 stellte Koudelka den Schanzenrekord auf V Popelkách in Lomnice nad Popelkou mit einer Weite von 70,5 Meter auf. Bei der Skiflug-Weltmeisterschaft 2008 in Oberstdorf wurde er mit dem tschechischen Team Sechster. Bei den Nordischen Skiweltmeisterschaften 2009 in Liberec wurde er vor heimischem Publikum jeweils Neunter von der Groß- und der Normalschanze und Fünfter im Mannschaftswettbewerb.
Bei den Olympischen Winterspielen 2010 in Vancouver erreichte er im Springen von der Normalschanze gemeinsam mit dem Norweger Tom Hilde den 12. Platz. Von der Großschanze wurde er 23. und mit der tschechischen Mannschaft belegte er Rang sieben. Bei den Tschechischen Meisterschaften im Oktober 2010, die im italienischen Predazzo stattfanden, konnte er den Titel gewinnen. Beim Skifliegen in Harrachov am 9. Januar 2011 sprang er mit Platz drei erstmals bei einem Weltcup-Springen auf das Podest. Anschließend wurde er für die Weltmeisterschaften 2011 in Oslo nominiert, belegte dort im Einzel aber lediglich die Plätze 22 (Großschanze) und 35 (Normalschanze). Mit den tschechischen Mannschaften wurde er Siebter (Normalschanze) und Achter (Großschanze).
Beim Wettkampf in Willingen am 12. Februar 2012 belegte er mit Rang zwei seine bisher beste Platzierung im Weltcup und zudem seine erste Podestplatzierung bei einem Einzelweltcup-Springen. Nachdem er auch beim Skifliegen in Oberstdorf erfolgreich gestartet war, bekam er die Nominierung für die Skiflug-Weltmeisterschaft 2012 in Vikersund. Dabei landete er im Einzelspringen auf dem 11. Rang. Im Teamwettbewerb lag die Mannschaft mit Jakub Janda, Jan Matura und Lukáš Hlava am Ende auf dem sechsten Platz. Auch zum Ende der Weltcup-Saison 2011/12 konnte er noch einmal mehrfach erfolgreich punkten. So landete er unter anderem in Trondheim auf dem fünften Platz. Die Saison beendete er auf dem 10. Platz der Weltcup-Gesamtwertung.
Im Sommer 2012 überzeugte er im Rahmen des Skisprung-Grand-Prix 2012 bereits auf der ersten Station in Hinterzarten. Nach einem neunten Platz mit dem Team wurde er im Einzelspringen Achter. Dies blieb jedoch sein einziger Erfolg. In Hinzenbach verpasste er die Qualifikation und musste sich auch in Klingenthal mit einem punktlosen 48. Platz begnügen. In die Weltcup-Saison 2012/13 startete er glücklos und blieb bis zum Auftaktspringen der Vierschanzentournee 2012/13 in Oberstdorf ohne Weltcup-Punkte. Nach einem 29. Platz dort, konnte er in Garmisch-Partenkirchen mit dem 18. Platz sein bis dahin bestes Einzel-Saisonergebnis erzielen. Es blieb jedoch bis Harrachov im Februar seine letzte Platzierung unter den besten zwanzig.
Bei den Nordischen Skiweltmeisterschaften 2013 im italienischen Val di Fiemme konnte er sich in beiden Einzeldisziplinen mit guten Ergebnissen in der Qualifikation für den Wettbewerb qualifizieren. Von der Normalschanze erreichte er am Ende den 28. Rang, von der Großschanze Platz 30. Im Teamwettbewerb belegte er gemeinsam mit Lukáš Hlava, Jakub Janda und Jan Matura den sechsten Platz. Beim ersten Weltcup-Springen nach der Weltmeisterschaft im finnischen Lahti erreichte er mit dem Team den siebenten Rang.
Bei der Skiflug-Weltmeisterschaft 2014 in Harrachov erreichte er vor heimischem Publikum den sechsten Rang im Einzel. Bei den Olympischen Winterspielen 2014 in Sotschi belegte er im Einzelwettbewerb von der Normalschanze den 16. Rang und von der Großschanze den 19. Rang. Mit der tschechischen Mannschaft wurde er Siebter von der Großschanze.
Am 28. September 2014 gewann Koudelka in Hinzenbach erstmals ein Sommer-Grand-Prix-Springen. Am 23. November 2014 erzielte er beim Saisonauftakt in Klingenthal seinen ersten Weltcupsieg vor Stefan Kraft und Andreas Wellinger. Im Verlauf der Saison erreichte er drei weitere Weltcupsiege sowie zahlreiche Top-Ten-Platzierungen. Er beendete den Skisprung-Weltcup 2014/15 auf dem siebten Platz, dies ist die beste Weltcupplatzierung seiner Karriere. Bei den Nordischen Skiweltmeisterschaften 2015 in Falun belegte er im Einzelwettbewerb von der Normalschanze den vierten Platz, von der Großschanze wurde er sowohl im Einzel als auch mit der Mannschaft Achter.
In der Saison 2015/16 erzielte er am 4. März 2016 in Wisła seinen fünften Weltcupsieg. Außerdem erreichte er neun weitere Top-Ten-Platzierungen, wodurch er den Gesamtweltcup als Elfter beendete. Bei der Skiflug-Weltmeisterschaft 2016 in Bad Mitterndorf wurde er 20. im Einzel und Sechster mit der tschechischen Mannschaft. In der Saison 2016/17 konnte er diese Leistung nicht mehr bestätigen. Er landete nur noch zweimal unter den besten zehn mit Platz fünf als bestes Einzelergebnis. Er beendete den Weltcup als 25. der Gesamtwertung. Bei den Nordischen Skiweltmeisterschaften 2017 in Lahti erreichte er auf der Normalschanze noch den 14. Rang, auf der Großschanze scheiterte er aber als 42. in der Qualifikation. Mit dem tschechischen Mixed Team belegte er den neunten Rang und mit Mannschaft auf der Großschanze den siebten Rang.
Der Sommer 2017 verlief erfolgreich für Roman Koudelka. Bei vier Einzelstarts belegte er zweimal den sechsten und zweimal den dritten Rang. Diese Leistung konnte er aber im darauffolgenden Winter nicht bestätigen. Bei mehreren Wettbewerben verpasste er den Finaldurchgang oder scheiterte sogar in der Qualifikation. Nach nur zwei Weltcupplatzierungen unter den besten 30 nahm er an den Olympischen Winterspielen 2018 in Pyeongchang teil. Dort belegte er in den Einzelwettbewerben von der Normalschanze und der Großschanze jeweils den 25. Rang, mit der Mannschaft verpasste er mit dem zehnten Platz das Finale.
Bei den Weltmeisterschaften 2019 in Seefeld in Tirol belegte er in den Einzelspringen die Plätze 15 von der Normal- und 22 von der Großschanze. Mit der Herren-Mannschaft der Tschechen wurde er Achter und mit dem Mixed-Team Neunter.
Bei den Olympischen Winterspielen 2022 in Peking wurde er mit den tschechischen Mannschaften im Mixed-Teamwettbewerb Siebter und im Mannschaftsspringen der Männer Neunter. In den Einzelwettbewerben wurde er auf der Normalschanze 18. und von der Großschanze 41.

## Erfolge

### Weltcup-Siege im Einzel
| Nr. | Datum             | Ort         | Typ         |
| --- | ----------------- | ----------- | ----------- |
| 1.  | 23. November 2014 | Klingenthal | Großschanze |
| 2.  | 7. Dezember 2014  | Lillehammer | Großschanze |
| 3.  | 21. Dezember 2014 | Engelberg   | Großschanze |
| 4.  | 25. Januar 2015   | Sapporo     | Großschanze |
| 5.  | 4. März 2016      | Wisła       | Großschanze |

### Grand-Prix-Siege im Einzel
| Nr. | Datum              | Ort        | Typ           |
| --- | ------------------ | ---------- | ------------- |
| 1.  | 28. September 2014 | Hinzenbach | Normalschanze |

## Statistik

### Weltcup-Platzierungen
| Saison  | Platz | Punkte |
| ------- | ----- | ------ |
| 2006/07 | 39.   | 0087   |
| 2007/08 | 17.   | 0411   |
| 2008/09 | 16.   | 0403   |
| 2009/10 | 63.   | 0020   |
| 2010/11 | 16.   | 0382   |
| 2011/12 | 10.   | 0796   |
| 2012/13 | 49.   | 0040   |
| 2013/14 | 39.   | 0123   |
| 2014/15 | 07.   | 1113   |
| 2015/16 | 11.   | 0650   |
| 2016/17 | 25.   | 0223   |
| 2017/18 | 57.   | 0012   |
| 2018/19 | 14.   | 0523   |
| 2019/20 | 26.   | 0220   |
| 2021/22 | 74.   | 0004   |
| 2022/23 | 68.   | 0011   |
| 2023/24 | 33.   | 0163   |
| 2024/25 | 64.   | 0003   |

### Grand-Prix-Platzierungen
| Saison | Platz | Punkte |
| ------ | ----- | ------ |
| 2006   | 14.   | 157    |
| 2007   | 28.   | 079    |
| 2008   | 11.   | 172    |
| 2009   | 11.   | 210    |
| 2010   | 62.   | 012    |
| 2011   | 17.   | 160    |
| 2012   | 46.   | 032    |
| 2013   | 22.   | 124    |
| 2014   | 07.   | 216    |
| 2015   | 52.   | 046    |
| 2016   | 54.   | 030    |
| 2017   | 08.   | 200    |
| 2018   | 10.   | 168    |
| 2019   | 47.   | 030    |
| 2022   | 43.   | 030    |
| 2023   | 81.   | 006    |
| 2024   | 52.   | 027    |